# Campo (cognome)
Campo è un cognome di lingua italiana.

## Varianti
Acampora, Acanfora, Campagna, Campagnola, Campagnoli, Campagnolo, Campagnuolo, Campai, Campania, Campari, Campeggi, Campello, Camper, Camperio, Campesan, Campese, Campetelli, Campetti, Campetto, Campi, Campieri, Campigli, Campiglia, Campisano, Campisi, Campobasso, Campodonico, Campolmi, Campolonghi, Campora, Camporeale, Camporese, Camporesi, Campus, Canfora, De Campora, Del Campo, La Canfora.

## Origine e diffusione
Il cognome è tipicamente panitaliano.
Potrebbe derivare da un toponimo o da un soprannome legato all'attività di contadino e altre attività legate al mondo dell'agricoltura.
Le varianti Camper, Campesan e Campolonghi compaiono in Veneto e Friuli-Venezia Giulia; Campai e Campolmi sono toscani; Campeggi è emiliano; Campodonico è ligure; Campus e De Campora sono sardi; Campagna compare in Italia centro-meridionale.

## Persone
- Cristina Campo – scrittrice italiana
- Francesco Campo – militare, patriota e politico italiano
- Giovanni Campo – docente e politico italiano